# Бомба SC1000

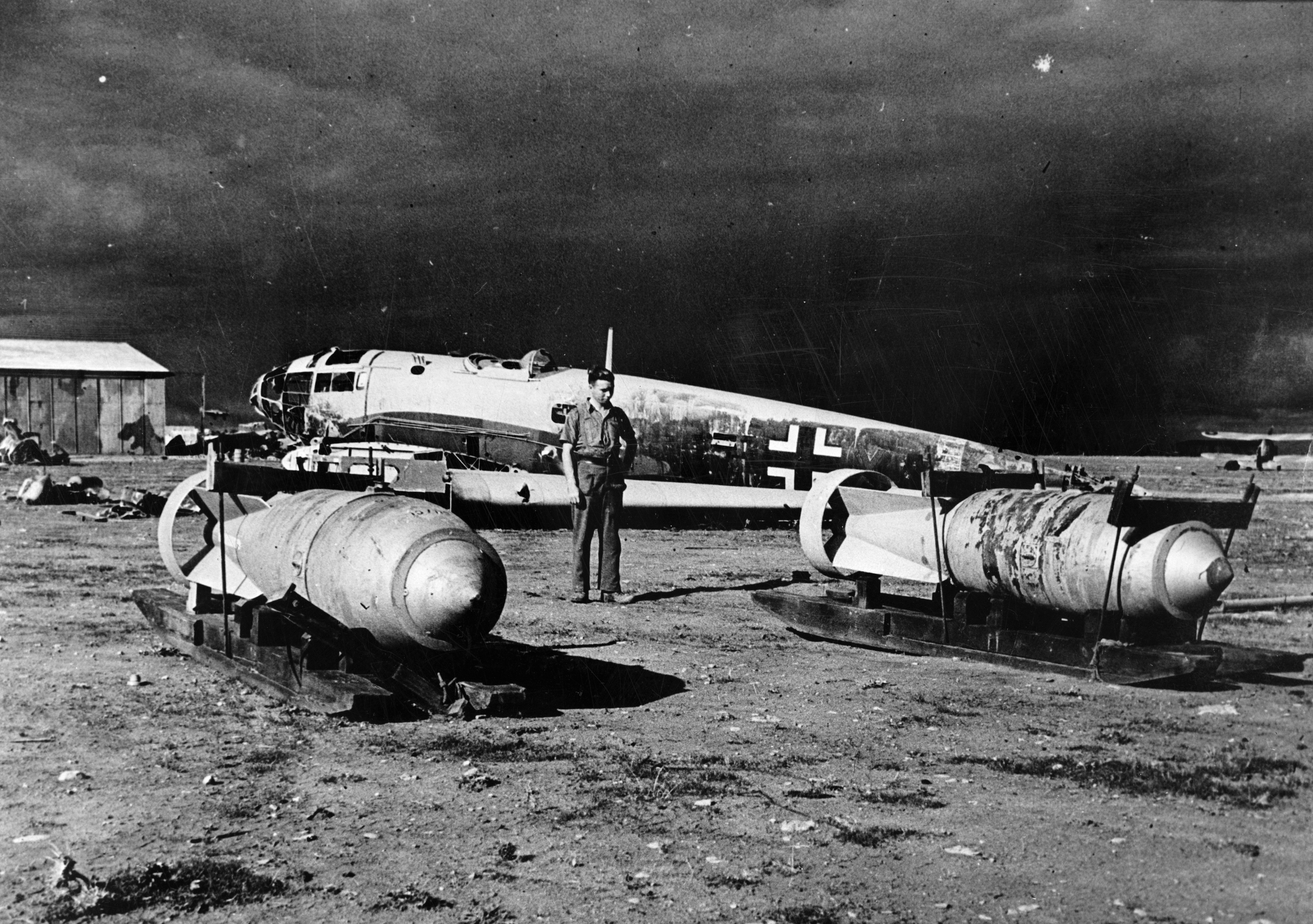
Дві бомби SC 1000 з "головними кільцями", лежать на санчатах перед уламками німецького бомбардувальника Heinkel He 111H на аеродромі Бенгазі у Лівії на початку 1943.

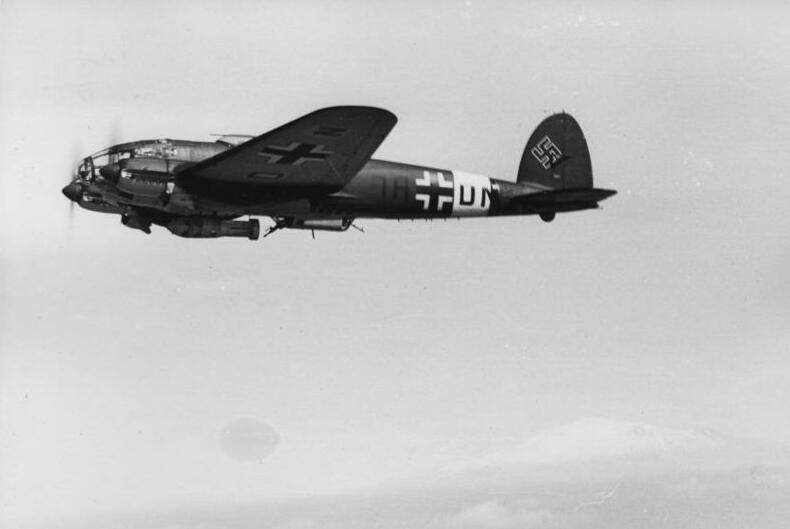
Heinkel He 111 (кодове маркування 1H DN) з KG 26 з підвішеною під фюзеляжем бомбою SC 1000 у березні 1941.

SC 1000 (нім. Sprengbombe Cylindrisch 1000) була великою вільнопадаючою бомбою з тонким корпусом з фугасним наповненням, яку використовували у Німеччині під час Другої світової війни. Вага становила більше 1000 кг, вона мала назву Hermann у німців на честь огрядного командира Люфтваффе, Германа Герінга.

## Конструкція
Бомба мала корпус з витяжної сталі з важким наварним конусоподібним носом. З іншого кінця була базова пластина, трохи спереду до корпусу було приварено хвіст з магнієвого сплаву, а інший кінець хвоста був прикручений до хвостової скоби. Навколо носа бомба мала kopfring — металеве кільце, трикутне у поперечному перерізі, який був створений для запобігання заглибленню бомби у землю або для зупинки імпульсу руху руху вперед при ударі у воду. Бомба прикріплювалася горизонтально до літака за допомогою підвіски типу H.
Бомба мала одну поперечну кишеню для детонатору. Зазвичай бомба споряджалася сумішшю з 40% аматолу та 60% тринітротолуолу, але при використанні у для боротьби проти кораблів вона споряджалася Тріаленом 105, сумішшю 15% гексогену, 70% тринітротолуолу та 15% алюмінієвого порошку. Центральна детонаторна трубка з високоякісним тринітротолуолом розміщувалися у центрі вибухівки для забезпечення детонації.
Бомби фарбувалися у блакитні і жовті смуги на хвостовому конусі, окрім споряджених Тріаленом, на таких бомбах зображували силует корабля на жовтому фоні і попередження nur gegen handelschiffe ("лише проти транспортних суден") на корпусі бомби.

### Варіанти
Існували три варіанти бомб, позначені Type C, L та L2, всі однакової конструкції, але дещо відрізнялися у розмірі і вазі.

## Детонатори
Бомба мала різні варіанти детонаторів:
- Type 25B електричний ударний детонатор. Можливо було виставити детонатор на миттєвий вибух, на коротку затримку (менше 1 сек) або на 17-секундну затримку.[2]
- Type Z17 механічний годинниковий детонатор. Годинниковий детонатор можна було виставити на час від 3 до 135 хвилин.[3]
- Type 28B, 38 та 38A електричний ударний детонатор, розроблений для боротьби з кораблями.[4]

## Післявоєнні інциденти

### Лондон 2008
На початку червня 2008 бомбу SC 1000 було знайдено у річці Лі поряд з островом Трьох Млинів у Лондоні. Бомба була знешкоджена, вибухівка за допомогою пари була розріджена саперами корпусу Королівських інженерів перед знищенням бомби через п'ять днів.

### Щецин 2013
У червні 2013 бомба SC 1000 була піднята з Одри у центрі Щецина, Польща. Під час піднімання бомби з ріки саперами було евакуйовано район, а потім конвой відвіз бомбу на армійську тренувальну базу поблизу Дравсько-Поморського для знищення.

### Белград 2013
На початку грудня у внутрішньому місті Белграда було знайдено бомбу SC1000. На час поки сапери грузили бомбу для вивезення на армійську тренувальну базу у Нікінці для знищення район було евакуйовано.

### Москва 2017
Наприкінці вересня у Хорошівському районі Москви було знайдено бомбу SC1800 (Sprengbombe Cylindrisch 1800 кг). Бомба у доброму стані з детонатором була знайдена саперами та відправлена на полігон для знищення.